# ديسقوريا أليفة الصخور
ديسقوريا أليفة الصخور (الاسم العلمي:Dioscorea rupicola) هي نوع من النباتات تتبع جنس الديسقوريا من الفصيلة الديسقورية.